# Bosc Comunal de Jújols
El Bosc Comunal de Jújols és un bosc de domini públic del terme comunal de Jújols, a la comarca del Conflent, de la Catalunya del Nord.
És un bosc de 2,12 km², situat al nord del terme de Jújols, en els vessants meridional i sud-orientals del Mont Coronat.
El bosc està sotmès a una explotació gestionada per la comuna de Jújols, atès que es bosc és propietat comunal. Té el codi F16252B dins de l'ONF (Office national des forêts).